# Casa Museu Lluís Domènech i Montaner
La Casa Museu Lluís Domènech i Montaner, a Canet de Mar, a la comarca del Maresme, és un espai dedicat a l'estudi de la figura i l'obra de l'arquitecte Lluís Domènech i Montaner. La Casa Museu està integrada per la casa Domènech, projectada per l'arquitecte amb la col·laboració del seu fill Pere Domènech i el seu gendre, Francesc Guàrdia, i la masia de can Rocosa, del segle xvi, que pertanyia a la família de Maria Roura, dona de l'arquitecte, i que Domènech i Montaner convertí en el seu taller-estudi.
La Casa Museu, que forma part de la Xarxa de Museus Locals de la Diputació de Barcelona, s'inaugurà el 1998 i el setembre de 2011, després d'un període de reformes, estrenà un nou model museogràfic que donava cabuda a les noves tecnologies audiovisuals.

## Domènech i Montaner i Canet de Mar
Tot i ser natural de Barcelona, la vida de Domènech i Montaner va estar estretament vinculada a Canet de Mar gràcies a la seva mare, Maria Montaner, que era filla de la Casa Forta, i també a la seva esposa, Maria Roura, que va néixer en aquesta vila maresmenca; aquests dos factors van comportar que l'arquitecte passés llargues temporades al poble, sobretot a l'estiu. En el seu despatx de la Masia Rocosa hi va projectar edificis com el Cafè Restaurant i l'Hotel Internacional de l'Exposició Universal de 1888, el Palau de la Música Catalana, l'Hospital de la Santa Creu i Sant Pau o la Universitat de Comillas, entre d'altres. A més, a Canet de Mar hi va construir diversos edificis, a banda de la seva residència, com l'Ateneu o la Casa Roura, i hi va executar la reforma del Castell de Santa Florentina.

## Exposició
La Casa Museu Lluís Domènech i Montaner vol donar a conèixer tot l'entorn viscut per l'arquitecte a la seva residència canetenca i al seu taller d'arquitectura. A l'antiga Masia Rocosa s'hi mostren plànols, dibuixos i fotografies d'època i actuals d'alguns dels projectes de Domènech i Montaner, a més d'algunes peces emblemàtiques, com els models escultòrics per als relleus de les llindes de la casa Lleó Morera, la maqueta en secció de la sala d'audicions del Palau de la Música Catalana o el mobiliari dissenyat per l'arquitecte i procedent del seu despatx a Barcelona. A la casa Domènech s'hi conserva el mobiliari modernista original, i s'hi exposa documentació de les activitats de Domènech en els àmbits de les arts gràfiques, la història de l'art, l'arquitectura monumental i commemorativa i la seva vinculació docent a l'Escola d'Arquitectura de Barcelona.
La Casa Museu compta també amb un mòdul multisensorial anomenat "La Mirada Tàctil", un espai d'interpretació tàctil adreçat a tothom però especialment adaptat i dissenyat per aquells visitants que presenten alguns tipus de dificultats visuals, ceguesa o mobilitat reduïda.

### Sala Forcano
Després de la reforma de 2011, la Casa Museu compta també amb un espai expositiu permanent dedicat al fotògraf canetenc Eugeni Forcano, qui cedí la seva obra a la Casa museu i l'Arxiu Municipal, per a deu anys en règim de comodat. La col·lecció de Forcano consta de 135 fotografies de diferents formats, entre les quals destaca la primera foto feta per l'autor a Canet l'any 1942. El 2013 el fotògraf va cedir-hi també dues col·leccions de fotografies sobre Josep Pla.